# Villa Snellman

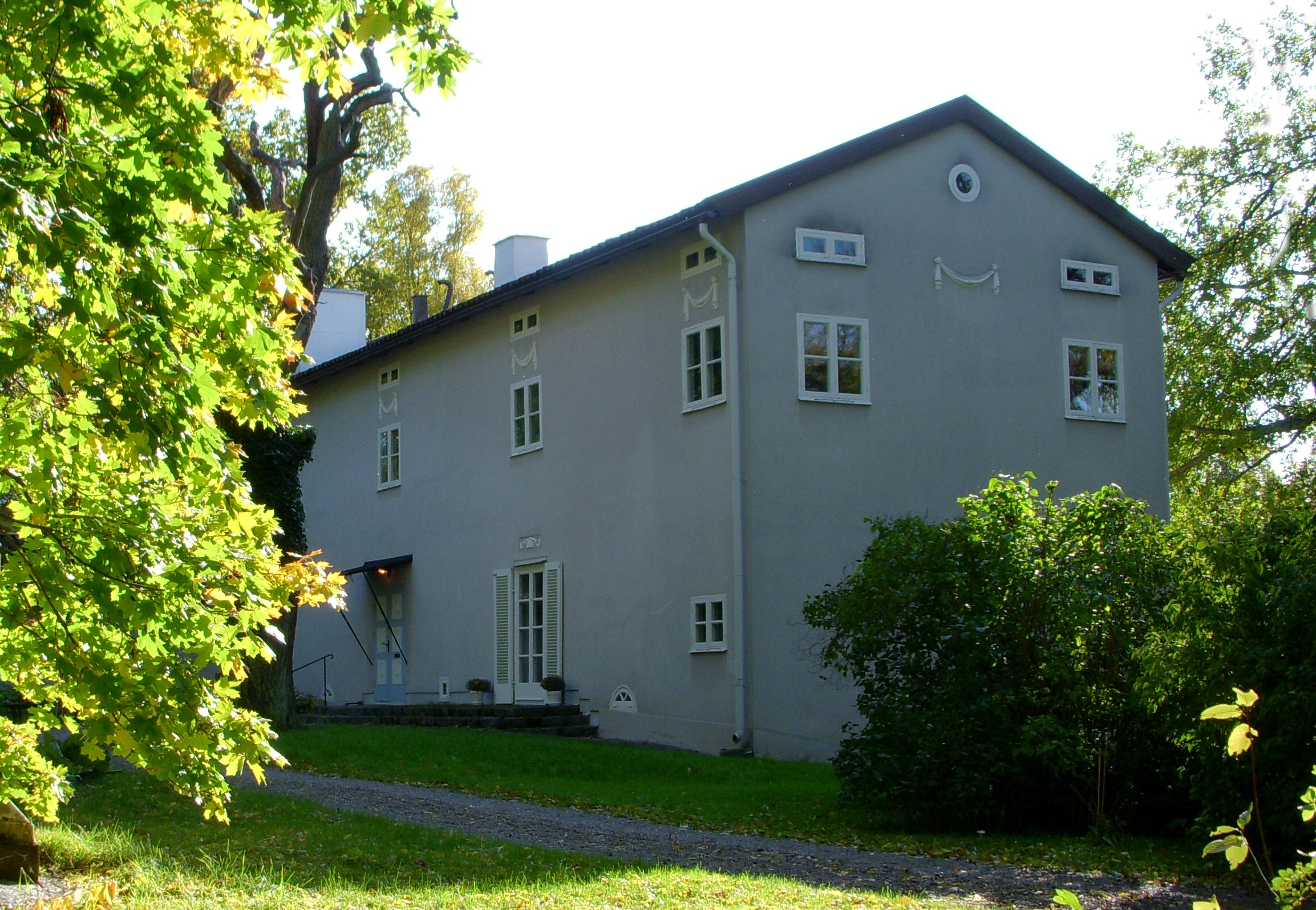
Villa Snellman i oktober 2008.

Villa Snellman är ett bostadshus på en hörntomt vid Lokevägen/Odinvägen i Djursholm, Danderyds kommun. Villan räknas till Gunnar Asplunds tidiga verk.

## Beskrivning

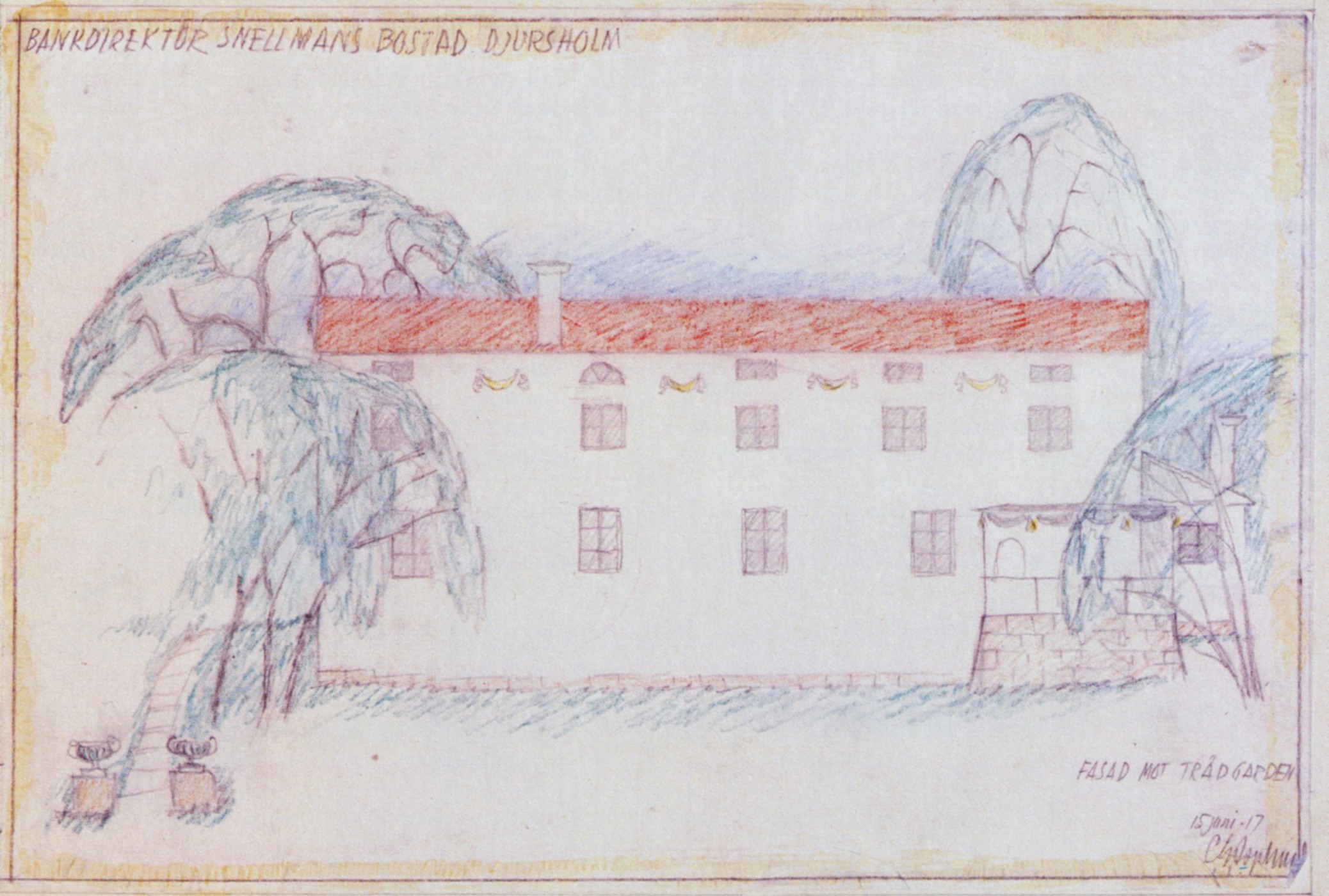
Asplunds skiss från juni 1917.

Villa Snellman uppfördes åren 1917-18 efter ritningar av arkitekten Gunnar Asplund för bankdirektören Emil Snellman (död 1957). Byggnaden är gestaltad i nyklassicistisk stil med inslag av empire och man anar den kommande 1920-talsklassicismen av svenskt snitt. Villan består av två förbundna huskroppar; den ena med två våningar med totalt nio rum och den andra (annexet) med en våning och tre rum. Den sistnämnda byggnaden står i en vinkel till huvudbyggnaden, som är mindre än 90 grader, vilket ger ett omslutande och annorlunda gårdsrum. Huvudbyggnaden, som rymmer de flesta av villans funktioner, är påtagligt smal med 1,5  rums bredd vilket ger en ljus interiör. Samtliga rum är placerade i söderläge med trädgårdsutsikt. 
På övervåningen ligger rummen i fil längs en avsmalnande korridor. Interiören präglas över huvud taget av en rustik, väldetaljerad och organiskt fri stil, medan exteriören är mer klassicistiskt strikt och sofistikerat stilren. Asplund har dock tänjt på gränserna i och med "skeva" detaljer såsom fönsterraderna som är något förskjutna våningarna emellan, den trubbiga vinkeln mellan huvudbyggnaden och annexet, samt ett asymmetriskt placerat, halvmåneformat källarfönster.
Villa Snellman kan ses som något av en experimentbyggnad för den tjugotalsklassicismen som Asplund senare skulle utveckla i exempelvis Listers härads tingshus i Sölvesborg, Stockholms stadsbibliotek och Skogskyrkogården i Stockholm. Idag har villan status som byggnadsminne.
Villan har blivit något av vallfärdsort för all världens arkitekter. Gunnar Asplund beskrev själv sina avsikter med byggnaden med följande ord: ”Byggnaden är ett försök att lösa en modern bostad i en byggnad med 1 ½ rums bredd./…/ Rumshöjden är i bottenvåningen 2,6 m, i övre våningen har sovrummen en höjd av 2,5 m, ”galleriet” är 2,2 m och övre hallen 3,2 m hög. Det är kanske en lite nyckfull variation, som emellertid synes mig ha givit varje rum goda proportioner utan att helheten blivit orolig…”

## Bilder

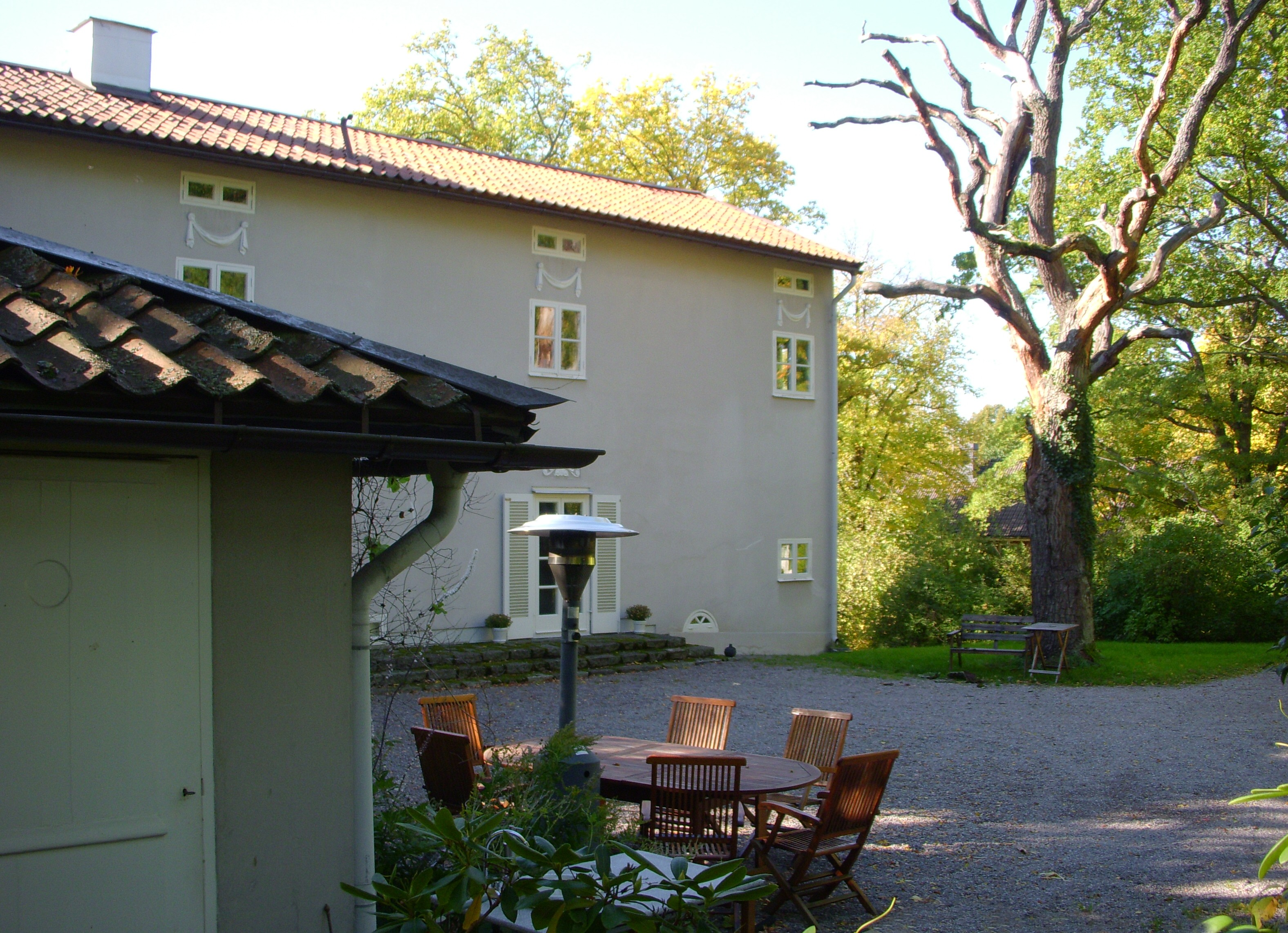
Villa Snellman trädgården
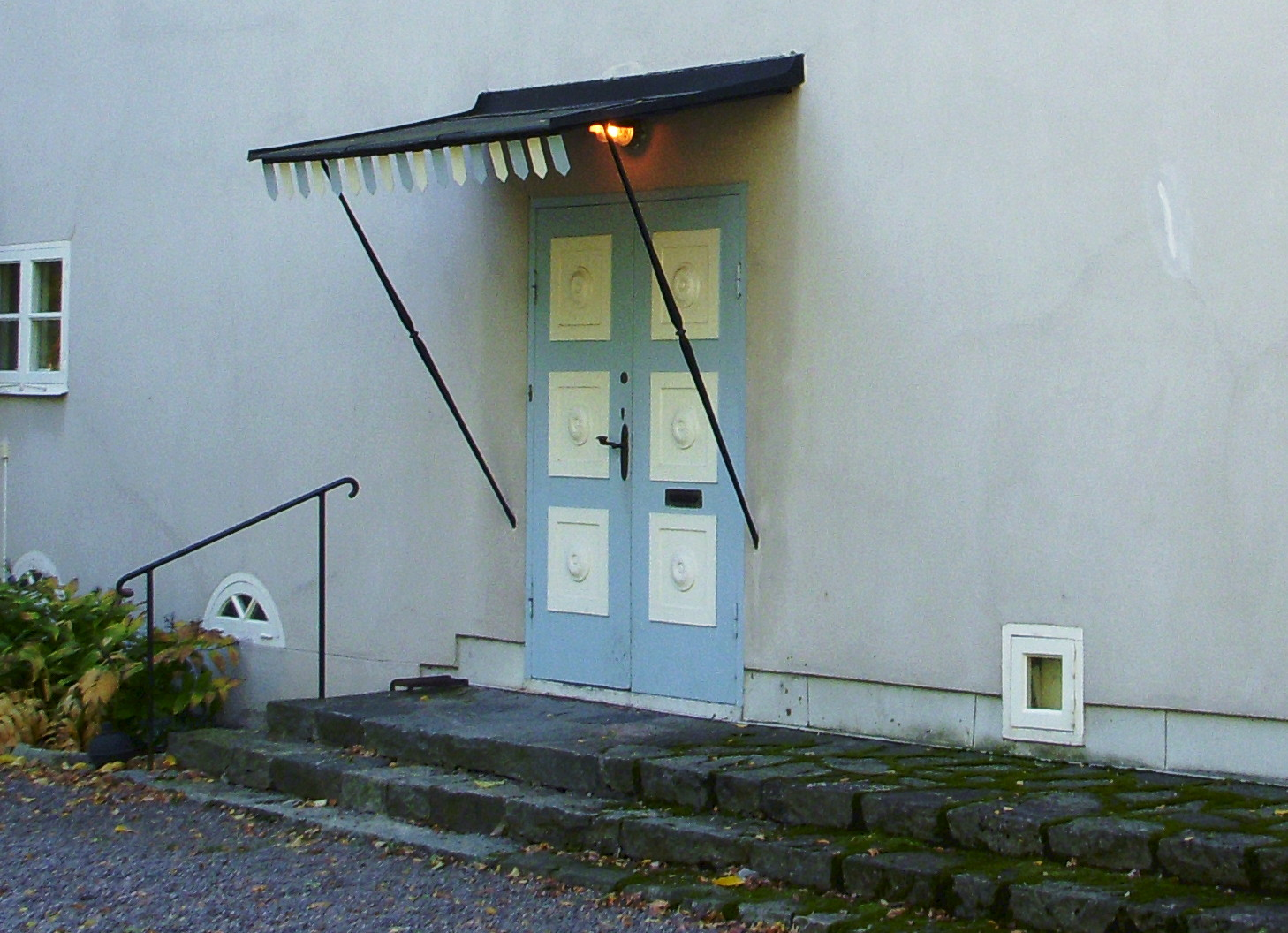
Entréskärmtaket är gestaltat som en baldakin
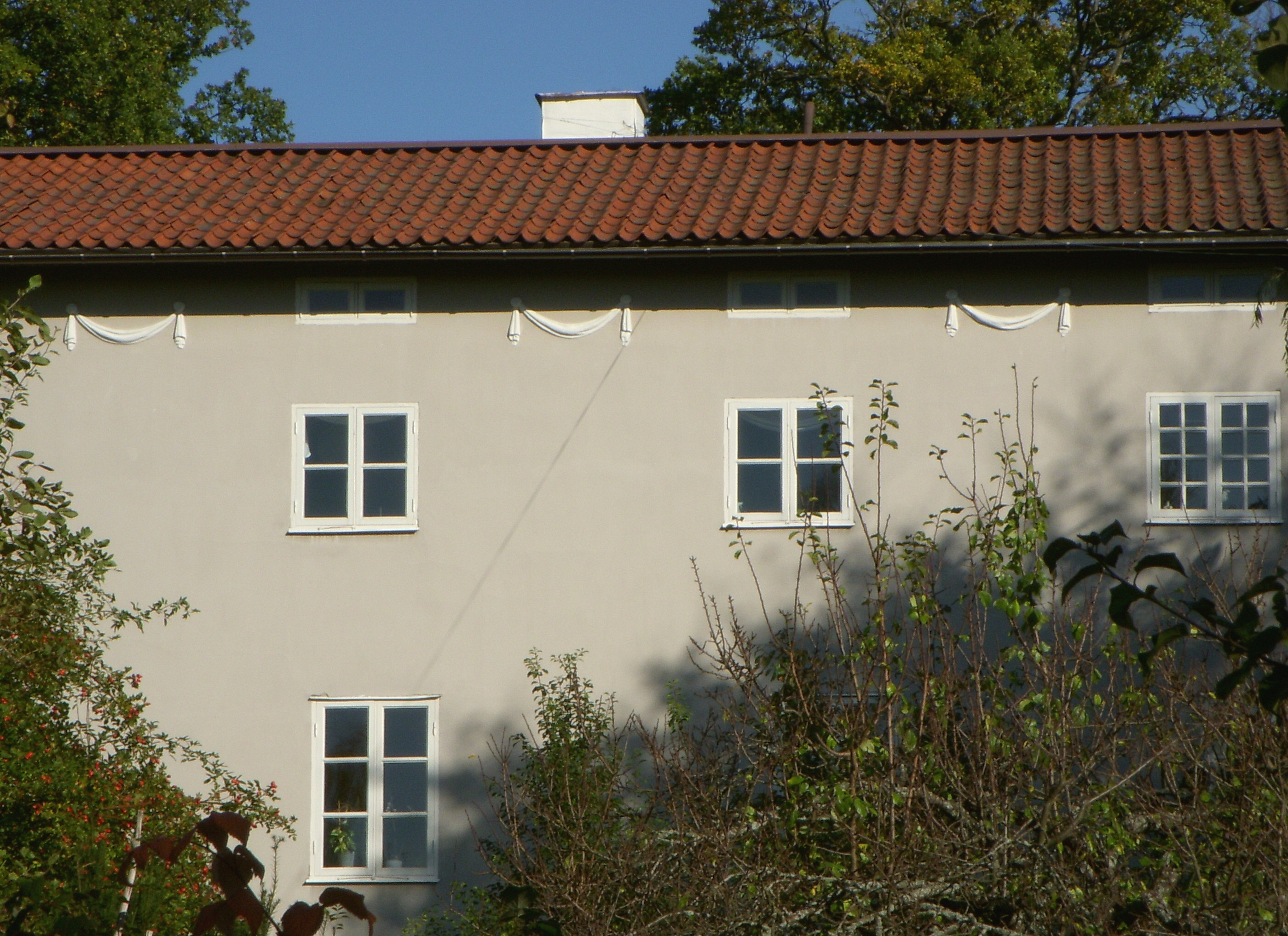
Fasaddetalj
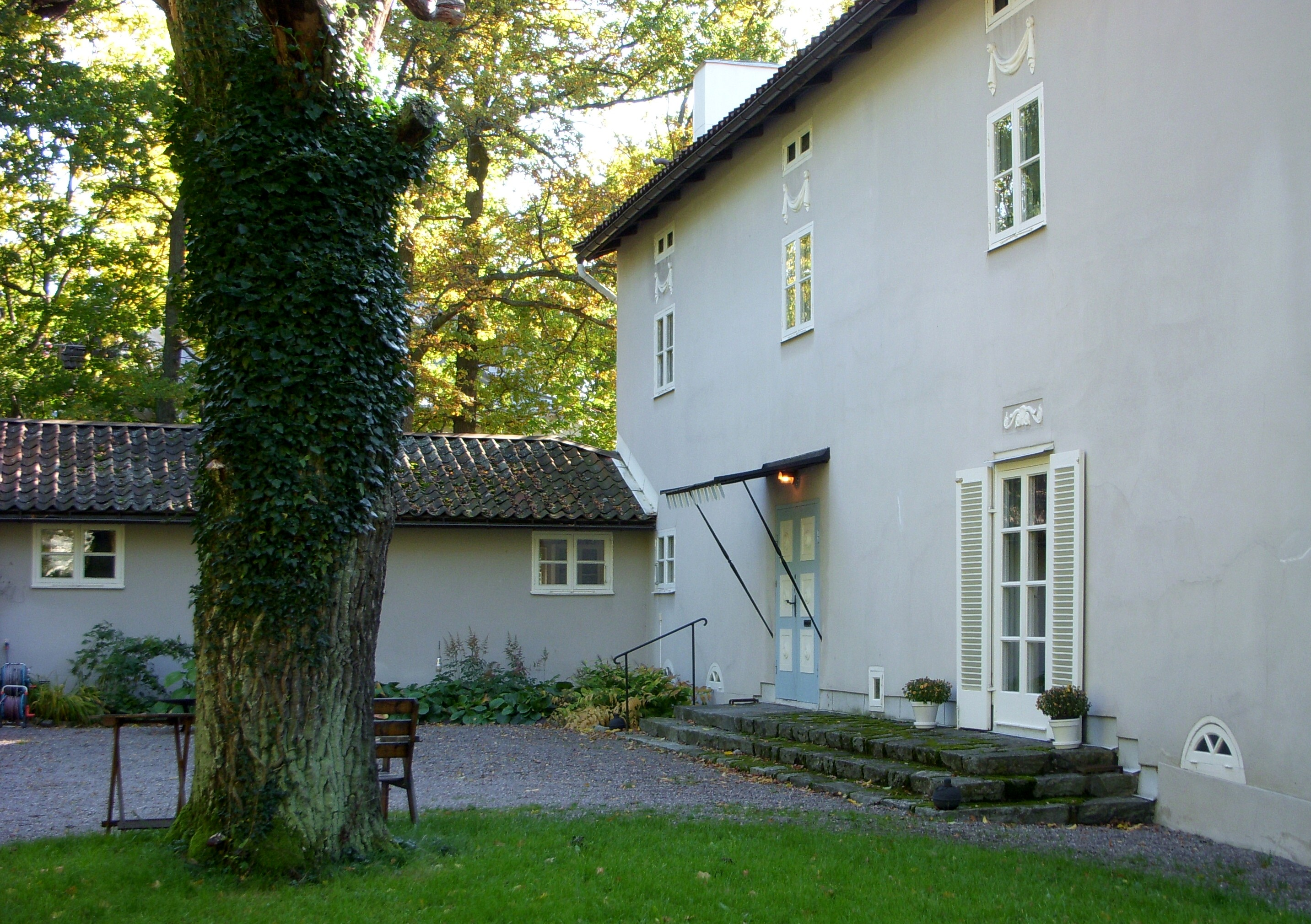
Villa Snellman trädgården